# Laufen
Laufen (en francès Laufon) és un municipi del cantó de Basilea-Camp (Suïssa), cap del districte de Laufen.